# Stella Maeve
Stella Maeve (Nyack, 14 de noviembre de 1989) es una actriz estadounidense conocida por las películas The Runaways y Transamérica, por interpretar a Nadia Decotis en Chicago P.D. y por darle vida a Julia en la serie de SyFy The Magicians.

## Vida personal
El 10 de mayo de 2019 se casó con Benjamin Wadsworth y en agosto de ese mismo año anunció su primer embarazo. Su hija Jo Jezebel nació en enero de 2020.

## Filmografía

### Cine
| Año  | Película                         | Papel            | Notas                       |
| ---- | -------------------------------- | ---------------- | --------------------------- |
| 2005 | Liminality                       | Kat              | corto                       |
| 2005 | Transamerica                     | Taylor           |                             |
| 2006 | Euthanasia                       | Becky            | corto                       |
| 2007 | Remember the Daze                | Lighty           |                             |
| 2008 | Harold                           | Shelly Clemens   |                             |
| 2009 | See Kate Run                     | Sarah            |                             |
| 2009 | Los amos de Brooklyn             | Cynthia          |                             |
| 2009 | Asylum Seekers                   | Alice            |                             |
| 2010 | The Runaways                     | Sandy West       |                             |
| 2010 | Accused at Seventeen             | Sarah Patterson  |                             |
| 2010 | My Super Psycho Sweet 16: Part 2 | Zoe Chandler     |                             |
| 2011 | All Together Now                 | Rachel           |                             |
| 2012 | Manson Girls                     | Linda Kasabian   |                             |
| 2012 | Samaritan                        | Missy Blancmange |                             |
| 2012 | Starlet                          | Melissa          |                             |
| 2012 | Upside Down                      | Nicole Diamond   |                             |
| 2012 | Recreator Chronicles             | Tracy Bernstein  |                             |
| 2013 | Company Town                     | gage             | película para la televisión |
| 2013 | All together now                 | Rachel           |                             |
| 2014 | Buttwhistle                      | Missy Blancmange |                             |
| 2015 | Dark summer                      | Abby             |                             |
| 2015 | Flipped                          | Nicole Diamond   |                             |
| 2016 | Long nights Short mornings       | Lily             |                             |

### Televisión
| Año       | Título                            | Papel                        | Episodio                                                        |
| --------- | --------------------------------- | ---------------------------- | --------------------------------------------------------------- |
| 2005      | Law & Order: Criminal Intent      | Gloria Barton Sylvie Skoller | "No Exit" (#4.20) "False-Hearted Judges" (#4.23)                |
| 2005      | Law & Order                       | Alexis Henderson             | "Acid" (#16.10)                                                 |
| 2006-2016 | Law & Order: Special Victims Unit | Leslie Sweeney               | 3 episodios                                                     |
| 2007      | The Bronx Is Burning              | Joanne Lomino                | "The Straw" (#1.1)                                              |
| 2009      | Gossip Girl                       | Emma Boardman                | "There Might be Blood" (#2.9) "The Goodbye Gossip Girl" (#2.25) |
| 2009      | CSI: Crime Scene Investigation    | Marnie Bennett               | "Ghost Town" (#10.2)                                            |
| 2010      | Bones                             | Amber Flaire                 | "The Twisted Bones in the Melted Truck" (#6.8)                  |
| 2010      | House                             | Kenzie                       | "Small Sacrifices" (#7.8) "Carrot or Stick" (#7.10)             |
| 2011      | Funny or Die Presents...          | Ann                          | Episodio 9 de la temporada 2                                    |
| 2011      | Lovelives                         | Maddie                       | Reparto principal                                               |
| 2012      | Grey's Anatomy                    | Lily                         | Episodio 10, temporada 8                                        |
| 2013      | Golden Boy                        | Agnes Clark                  | 13 episodios                                                    |
| 2014      | Rizzoli & Isles                   | Kelsey                       | 1 episodios                                                     |
| 2014-2015 | Chicago P.D.                      | Nadia Decotis                |                                                                 |
| 2016–2020 | The Magicians                     | Julia Wicker                 | Temporada 1-5. Reparto principal                                |